# Acomys ignitus
Acomys ignitus (Голчаста миша вогняна; Dollman, 1910) — вид мишей родини Мишеві (Muridae).

## Історія вивчення
Вперше вид був описаний Гаєм Доллманом в 1910 році в околицях міста Вої в Кенії.

## Поширення
Населяє гори Усамбара в північно-східній Танзанії і Кенію (F. Petter, 1983; був описаний також і в Сомалі, але не подано точної локації).

## Опис
Проживає в норах у вологій саванні та нагір'ях.